# Stade de Kégué
Le stade de Kégué est un stade multifonctionnel situé à Lomé au Togo. Inauguré en 2000, il possède une piste d'athlétisme et peut contenir 25 000 personnes. 
Le stade accueille les rencontres à domicile de l'équipe du Togo de football. La Coupe d'Afrique des nations des moins de 17 ans 2007 disputée en mars 2007 a également lieu dans cette enceinte.

## Histoire
Le stade est construit en 2000 par des ingénieurs chinois dans le cadre de la coopération sino-togolaise. Il est inauguré le 12 janvier 2000 par le Président de la République togolaise Gnassingbé Eyadema.
Le 10 octobre 2004, à la fin de la rencontre Togo-Mali comptant pour les éliminatoires de la Coupe d'Afrique des Nations, une coupure d'électricité provoque un mouvement de foule causant la mort de quatre personnes. En décembre 2006, une visite d'inspection d'officiels de la Confédération africaine de football préalable à l'organisation de la Coupe d'Afrique des nations des moins de 17 ans 2007 démontre la nécessité de travaux pour organiser la compétition, le stade ne répondant plus aux normes. Des travaux d’amélioration sont alors accomplis permettant à la Coupe de se tenir en mars 2007.
Le 12 octobre 2007, des incidents ont lieu après la rencontre Togo-Mali comptant pour les éliminatoires de la Coupe d'Afrique des Nations. À la suite de la défaite de l'équipe togolaise, les supporteurs envahissent le stade et s'en prennent aux joueurs et supporteurs adverses, on compte près de 90 blessés dont plus de 70 Maliens. La Confédération africaine de football interdit pour six mois l'organisation de rencontres internationales dans le stade. Pour autoriser sa réouverture, de nombreux travaux sont alors recommandés par la FIFA, ils concernent notamment la sécurisation du stade, la refection de la pelouse et des vestiaires. Le coût des travaux s'élève à environ 118 million de francs CFA et la capacité du stade est ramenée à 25 000 places pour des raisons de sécurité. Le stade reçoit de nouveau l'agrément FIFA et il accueille la rencontre Togo-Maroc le 6 septembre 2009.

## Utilisation
Le stade accueille les rencontres à domicile de l'équipe du Togo de football. La première rencontre disputée dans l'enceinte par l'équipe du Togo a lieu le 19 janvier 2000. Les Togolais s'imposent face aux Égyptiens sur le score de un à zéro devant 6 000 spectateurs. En 2007, le Togo organise la septième Coupe d'Afrique des nations des moins de 17 ans. Quatorze des seize rencontres de la compétition se déroulent dans le stade. Le Nigeria remporte la compétition en s'imposant en finale face au Togo sur le score d'un à zéro.
En dehors du football, le stade est également utilisé pour des compétitions d'athlétisme organisées par la fédération togolaise d'athlétisme, notamment les championnats nationaux. En 2008, la troisième édition du festival mondial de la lutte traditionnelle a lieu dans l'enceinte sportive. Plus de 50 pays disputent la compétition.
D'autres événements culturels sont organisés dans le stade notamment des concerts. Alpha Blondy se produit ainsi dans le stade en 2008 et King Mensah en 2011.